# Den halvt Uskyldige
Den halvt Uskyldige er en amerikansk stumfilm fra 1921 af Edwin Carewe.

## Medvirkende
- Anita Stewart som Sylvia Langdon
- Walter McGrail som Arthur Comstock
- Allan Forrest som Bentley Arnold
- Hamilton Morse som Arnold
- Estelle Evans
- George Kuwa som Nagi
- Edward Hunt som Butler
- Ogden Crane som John Randall